# The Great American Scream Machine (Six Flags Over Georgia)
De Great American Scream Machine is een houten achtbaan in het Amerikaanse attractiepark Six Flags Over Georgia. De achtbaan is geopend in 1973 en is gebouwd door de Philadelphia Toboggan Coasters. De minimale lengte om in de Great American Scream Machine te mogen is 1,20 meter. De achtbaan ligt in het themagebied 'Cotton State Section'. Toen de achtbaan in 1973 geopend werd, was hij de hoogste houten achtbaan van de wereld.

## Algemene informatie
De Great American Scream Machine heeft een baanlengte van 1050 meter en een hoogte van 32 meter. Hij haalt een maximale snelheid van 92 kilometer per uur en de rit duurt twee minuten. Op de Great American Scream Machine rijden twee treinen met elk vier karretjes. De capaciteit van de achtbaan is 48 personen en de capaciteit per uur is 1200 personen.

## Trivia
- Als de naastgelegen Chattahoochee Rivier overstroomt, dan staat de achtbaan een paar meter onder water.
- Tijdens seizoen 2018 werden de treinen op The Great American Scream Machine tijdelijk omgedraaid en werd de attractie "Scream Machine BACKWARDS" genoemd.
- De treinen op de baan worden soms gewisseld met de treinen van Georgia Cyclone.